# Трачара
Трачара (енгл. Gossip Girl) америчка је телевизијска серија коју су створили Џош Шварц и Стефани Севиџ за The CW. Темељи се на истоименом серијалу романа ауторке Сесили фон Зигесар. Радња прати групу ученика на Менхетну чије приватне и друштвене животе обелодањује тајанствена блогерка „Трачара”. Емитована је од 19. септембра 2007. до 17. децембра 2012. и састоји се од шест сезона и 121 епизоде.
Успех серије Трачара довео је до многих адаптација ван САД. Серија је добила бројне номинације за награде, а такође је освојила и 18 Награда по избору тинејџера. Самостални наставак, под називом Трачара, приказивана је између 2021. и 2023.

## Радња
Серија прати буран живот групе средњошколаца из богатих породица који похађају приватну школу у елитној њујоршкој четврти на Менхетну. Прелепа и бунтовна плавуша Серена ван дер Вудсен (Блејк Лајвли) и атрактивна Блер Волдорф (Лејтон Мистер) су најбоље пријатељице, али и повремене супарнице. Њих две раздвојила је велика Серенина грешка коју је учинила у прошлости, а коју јој Блер не може опростити.
Јабука раздора био је фатални Нејт Арчибалд (Чејс Крофорд), златни дечко са Апер Ист Сајда, растрзан између две некад најбоље пријатељице. Његова супротност је Чак Бас (Ед Вествик), женскарош и антихерој, који не преза ни од чега да би стигао до циља. У њихово одабрано друштво почетком школске године стиже атипична породица Хамфри. Његова деца Ден (Пен Беџли) и Џени (Тејлор Момсен) се на различите начине уклапају у снобовску средину, а фатална Серена оставиће младог Дена Хамфрија без даха још приликом првог сусрета.

## Улоге
| Глумац         | Улога                 |
| -------------- | --------------------- |
| Блејк Лајвли   | Серена ван дер Вудсен |
| Лејтон Мистер  | Блер Волдорф          |
| Пен Беџли      | Ден Хамфри            |
| Чејс Крофорд   | Нејт Арчибалд         |
| Тејлор Момсен  | Џени Хамфри           |
| Ед Вествик     | Чак Бас               |
| Кели Радерфорд | Лили ван дер Вудсен   |
| Метју Сетл     | Руфус Хамфри          |
| Џесика Зор     | Ванеса Абрамс         |
| Кејли Дефер    | Ајви Дикенс           |

## Епизоде
| Сезона | Сезона | Епизоде | Епизоде | Оригинално емитовање | Оригинално емитовање | Просечна гледаност (у милионима) |
| Сезона | Сезона | Епизоде | Епизоде | Премијера            | Финале               | Просечна гледаност (у милионима) |
| ------ | ------ | ------- | ------- | -------------------- | -------------------- | -------------------------------- |
|        | 1.     | 18      | 18      | 19. септембар 2007.  | 19. мај 2008.        | 2.6                              |
|        | 2.     | 25      | 25      | 1. септембар 2008.   | 18. мај 2009.        | 2.8                              |
|        | 3.     | 22      | 22      | 14. септембар 2009.  | 17. мај 2010.        | 2.0                              |
|        | 4.     | 22      | 22      | 13. септембар 2010.  | 16. мај 2011.        | 1.6                              |
|        | 5.     | 24      | 24      | 26. септембар 2011.  | 14. мај 2012.        | 1.2                              |
|        | 6.     | 10      | 10      | 8. октобар 2012.     | 17. децембар 2012.   | 0.9                              |